# Causse-de-la-Selle
Causse-de-la-Selle é uma comuna francesa na região administrativa de Occitânia, no departamento de Hérault. Estende-se por uma área de 45,19 km². Em 2010 a comuna tinha 399 habitantes (densidade: 8,8 hab./km²).